# Betty Boop

Betty Boop, 1932

Betty Boop ist eine Zeichentrickfigur aus den Max-Fleischer-Cartoons, die nach der Übernahme und anschließenden Insolvenz der Fleischer Studios von den Paramount Studios weiterproduziert wurden. Die ersten Zeichentrickfilme entstanden 1930 in der Talkartoon-Serie; später folgte dann eine eigene Betty-Boop-Reihe. Das Markenzeichen von Betty Boop ist ihr Sexappeal.

## Frühe Jahre
Der erste Film mit Betty Boop war eine Episode aus der Talkartoon-Reihe Dizzy Dishes (1930). Mit langen Ohren und Hundenase erscheint Betty hier als Mischung aus Pudel und Mensch und markiert das weibliche Pendant zu Bimbo, the Dog. Bereits hier gibt sie ihr allbekanntes „boop-boop-a-doop“ zum Besten. Die Stimme stammte häufig von Mae Questel.
Ihr Aussehen wurde in den folgenden Jahren modifiziert, bis sie schließlich im Film Any Rags (1932) vollständig zur Frau wurde. Ende 1932 erschien dann der erste offizielle Betty-Boop-Cartoon Stopping the Show.
Ein Vorbild war möglicherweise die um 1929 sehr bekannte Broadway-Sängerin Helen Kane, auch als Boop-Boop-a-doop Girl bekannt, die deshalb 1932 einen letztlich erfolglosen Prozess gegen Fleischer und Paramount anstrengte. Als weiteres mögliches Vorbild wurde die Stummfilmschauspielerin Clara Bow (bekannt als das It-Girl) diskutiert.

## Betty als Sexsymbol
Mit kurzem Rock, Strumpfband und lockigem Bob verkörpert sie das Flapper-Girl der Roaring Twenties. Typisch für diesen Frauentyp war, sich „sexy“ gekleidet zu zeigen, zu feiern und zu tanzen. Betty Boop war die erste weibliche Zeichentrickfigur mit einer eigenen Sexualität. Während andere weibliche Figuren wie Minnie Maus praktisch als geschlechtslose Wesen dargestellt wurden, waren die Betty-Boop-Filme voll von sexuellen Anspielungen. So gibt es kaum eine Folge, in der Betty nicht ihr Strumpfband hinunter- oder der Rock hochrutscht.
Die Brüder Fleischer begannen bereits in den frühen 1920er Jahren, Musik in ihre Zeichentrickfilme einzubeziehen. Vor allem in den Betty-Boop-Produktionen vor dem Production-Code finden sich zahlreiche Musikkooperationen. Minnie the Moocher (1932) ist eines der Paradebeispiele, zu dem der Jazzsänger Cab Calloway das Titellied lieferte. In dem Streifen I’ll Be Glad When You’re Dead You Rascal You, ebenfalls von 1932, spielt das Louis-Armstrong-Orchester die Musik, während Louis Armstrong Trompete spielt und das Lied You Rascal You singt.

## Betty gezähmt
Betty Boop (Entwürfe von 1938)

Link zum Bild

Bettys sexy Image wurde ihr schließlich zum Verhängnis. Der Production Code zwang Betty ab 1934 dazu, ein längeres Kleid zu tragen und sich nicht mehr so sexy zu geben. Sie wurde zu einer braven Hausfrau mit kleinem Hund Pudgy und Freund Freddy umgemodelt. Max Fleischer versuchte, durch Gastauftritte anderer beliebter Zeichentrickfiguren die Serie zu retten, doch das Interesse an Betty-Boop-Filmen ließ nach der Umstellung deutlich nach; der letzte wurde 1939 produziert. 

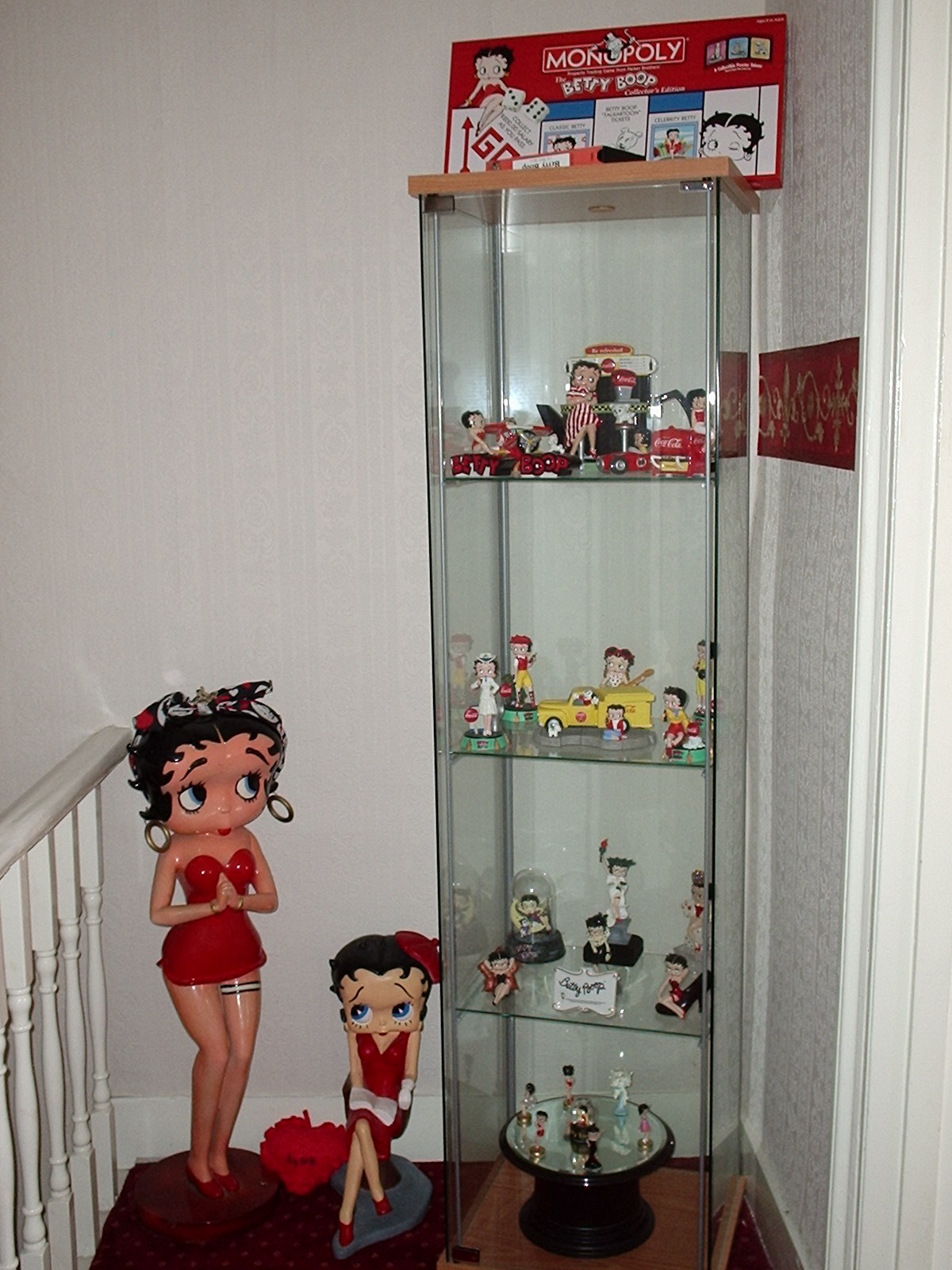
Betty-Boop-Fanartikel

## Betty heute
In den 1960er Jahren wurden einige Betty-Boop-Filme koloriert und im Fernsehen der USA ausgestrahlt. Auf Grund der geringeren Produktionskosten wurden die Filme in Südkorea per Hand koloriert, dabei Bewegungsabläufe vereinfacht und Zwischenbilder weggelassen.
1988 hatte Betty einen Gastauftritt als schwarz-weiße Zeichentrickfigur im Film Falsches Spiel mit Roger Rabbit. In der Serie Drawn Together gibt es die Zeichentrickfigur Toot Braunstein, die eine Persiflage auf Betty Boop ist. Bettys Abenteuer sind vielfach auf DVD erhältlich; zudem existiert ein großer Fanartikelmarkt.